# Today Was a Fairytale
"Today Was a Fairytale" là một bài hát của ca sĩ kiêm sáng tác âm nhạc người Mỹ Taylor Swift. Nó được phát hành trên các nền tảng nhạc kỹ thuật số vào ngày 19 tháng 1 năm 2010, bởi Big Machine Records dưới dạng đĩa đơn trích từ album nhạc phim cho bộ phim Valentine's Day (2010), trong đó cô đóng vai chính. Swift trước đó đã viết bài hát và cung cấp cho các nhà sản xuất để làm nhạc phim. Được sản xuất bởi Swift và Nathan Chapman, "Today Was a Fairytale" là bản country pop với nội dung nói về một buổi hẹn hò kỳ diệu.
Sau khi phát hành, bài hát đã nhận được những đánh giá tích cực từ các nhà phê bình đương thời, một số người coi đây là bài hát hay nhất trong album. Nó cũng đạt được thành công về mặt thương mại khi lọt vào top 10 ở ba quốc gia. Tại Canada, "Today Was a Fairytale" trở thành bài hát quán quân đầu tiên của Swift. Bài hát ra mắt và đạt vị trí thứ hai trên bảng xếp hạng Billboard Hot 100. Swift đã quảng bá "Today Was a Fairytale" tại một số địa điểm và đưa nó vào danh sách đã sửa đổi để tiếp tục chuyến lưu diễn Fearless Tour của cô ấy vào năm 2010. Bài hát được thu âm lại như một phần của phiên bản tái thu âm của album Fearless (2008) của cô, được phát hành vào ngày 9 tháng 4 năm 2021.

## Bối cảnh phát hành
Swift sáng tác "Today Was a Fairytale" vào mùa hè năm 2008 và cất nó đi một thời gian. Sau khi được chọn vào vai Felicia Miller vào Valentine's Day, Swift đã đề nghị bài hát này cho các nhà sản xuất phim làm nhạc phim vì cô không tin rằng nó phù hợp với album phòng thu sắp tới của mình. "Khi cơ hội đóng phim này đến, tôi thò tay vào túi và nghĩ: 'Tôi nghĩ cái này hoàn hảo cho nhạc phim. Tôi hy vọng nó hoàn hảo cho nhạc phim'", Swift nói với tờ The Tennessean. "Today Was a Fairytale" được phát hành độc quyền thông qua iTunes Store như là đĩa đơn trích từ album nhạc phim Valentine's Day vào ngày 19 tháng 1 năm 2010. Đĩa đơn được tái phát hành vào ngày 15 tháng 2 năm 2011. Swift phát hành phiên bản thu âm lại của bài hát mang tên "Today Was a Fairytale (Taylor's Version)" như là ca khúc thứ 20 nằm trong album tái thu âm đầu tiên của cô Fearless (Taylor's Version) vào ngày 9 tháng 4 năm 2021.

## Xếp hạng và chứng nhận

### Bảng xếp hạng
| Bảng xếp hạng (2010)               | Vị trí cao nhất |
| ---------------------------------- | --------------- |
| Australian Singles Chart           | 3               |
| Canadian Hot 100                   | 1               |
| Japan Hot 100                      | 63              |
| Irish Singles Chart                | 41              |
| New Zealand Singles Chart          | 29              |
| UK Singles Chart                   | 57              |
| U.S. Billboard Hot 100             | 2               |
| U.S. Adult Contemporary            | 21              |
| U.S. Hot Country Songs             | 41              |
| U.S. Mainstream Top 40 (Pop Songs) | 20              |

### Chứng nhận
| Quốc gia  | Chứng nhận (theo doanh số) |
| --------- | -------------------------- |
| Australia | Bạch kim                   |
| Hoa Kỳ    | Bạch kim                   |